# Public Enemiez
Albums de Daz Dillinger
Who Ride wit Us: Tha Compalation, Vol. 3
(2008) Get That Paper
(2009)
Singles
1. In My Neighborhood
Sortie : 16 avril 2009
2. Tell Me What You Got
Sortie : 20 avril 2009
3. Meet Me @ Tha Strip Club
Sortie : 3 juin 2009

Public Enemiez est le onzième album studio de Daz Dillinger, sorti le 11 août 2009.

## Liste des titres
| No  | Titre                                        | Contient un (des) sample(s) de   | Durée |
| --- | -------------------------------------------- | -------------------------------- | ----- |
| 1.  | You Let Me Down (featuring LaToiya Williams) |                                  | 5:24  |
| 2.  | Tell Me What U Got                           |                                  | 3:51  |
| 3.  | Life Stagez                                  | A Song for You de Donny Hathaway | 4:54  |
| 4.  | Nuthin'z Gonna Stop Me (featuring Los)       |                                  | 4:13  |
| 5.  | 2nd to None                                  |                                  | 4:08  |
| 6.  | Tear Drops                                   |                                  | 4:20  |
| 7.  | In My Neighborhood (featuring Los)           |                                  | 4:00  |
| 8.  | Munchiez 4 Ya Love (featuring Nicole Wray)   |                                  | 3:52  |
| 9.  | My #1 Girl (featuring Los)                   |                                  | 3:51  |
| 10. | Tha Baddest Bitch (featuring Chris Starr)    |                                  | 5:10  |
| 11. | Meet Me @ Tha Strip Club                     |                                  | 4:36  |
| 12. | Public Enemiez                               |                                  | 3:44  |